# Рождественские песни (Бриттен)
Рождественские песни (англ. A ceremony of carols), op. 28 — цикл песен для хора мальчиков и арфы Бенджамина Бриттена. Состоит из 12 коротких пьес на старинные английские и латинские тексты; одна (более протяжённая) пьеса инструментальная. Цикл написан в 1942 году, в ходе морского переезда композитора из США в Англию. Впервые сочинение было исполнено 4 декабря 1943 года в лондонском Вигмор-холле. Примерная продолжительность 22-23 минуты.

## Строение
1. Procession (лат. Hodie Christus natus est)

2. Wolcum yole (Anonymous)

3. There is no rose (Anonymous)

4. That yongë child (Anonymous)

5. Balulalow (James, John & Robert Wedderburn)

6. As dew in Aprille (Anonymous)

7. This little babe (Robert Southwell)

8. Интерлюдия (арфа)

9. In freezing winter night (Robert Southwell)

10. Spring carol (William Cornish)

11. Deo gracias! Adam lay ibounden (Anonymous)

12. Recession (лат. Hodie Christus natus est)

## Проблема заглавия
В традиционном русском переводе «Рождественские песни» теряется ссылка на церемониальную (внемузыкальную) составляющую цикла. Помимо собственно заглавия (Ceremony of carols), на неё явно указывают первая (Вход) и последняя (Выход) пьесы, представляющие собой один и тот же григорианский антифон Hodie Crhistus natus est (с лат. «Христос родился»), который кэрол, разумеется, не является. В начале «церемонии» антифон звучит в сопровождении арфы (в многоголосной гармонизации), в конце «церемонии» исполняется монодически, в авторской (фиксированной в нотах) ритмизации.

## Тексты
Литературную основу цикла составляют различные старинные английские и латинские тексты. Песни Wolcum yole и As dew in Aprille (XV века) написаны на среднеанглийском языке, тексты There is no rose и Deo gracias – Adam lay i-bounden (оба начала XV века) макаронические (часть на английском, часть на латыни), английские тексты песен In freezing winter night, This little babe, Balulalow (колыбельная Богородицы младенцу Иисусу) и Spring carol относятся к XVI веку. Григорианский антифон написан на латыни.

## Дискография
Рождественские песни — одно из наиболее репертуарных сочинений Бриттена. Среди аудиозаписей:
- RCA Victor Chorale of women's voices / Robert Shaw (запись 1952)
- Copenhagen Boy's Choir / Бенджамин Бриттен (ок. 1958)
- Choir of St. John's College (Cambridge) / George Guest (1965)
- Choir of King's Colledge (Cambridge) / David Willcocks (1972)
- Народный женский хор "Дзинтарс" / Аусма Деркевица (1970-е годы)
- Камерный хор п/у Валентина Нестерова (1977)
- Westminster Cathedral Choir / David Hill (1986)
- New London Children's Choir / Ronald Corp (1995)
- Choir of New College (Oxford) / Edward Higginbottom (2013)
- Детский хор Чешской филармонии / Kateřina Englichová (2017)